# Bahnhof Neumünster
Bahnhof Neumünster vasútállomás Németországban, Neumünster tartományban. A német vasútállomás-kategóriák közül a második csoportba tartozik.

## Vasútvonalak
Az állomást az alábbi vasútvonalak érintik:
- Hamburg-Altona–Kiel-vasútvonal
- Hamburg-Altona–Neumünster railway
- Neumünster–Ascheberg railway
- Neumünster–Bad Oldesloe railway
- Neumünster–Heide railway
- Neumünster–Flensburg-vasútvonal

## Kapcsolódó állomások
A vasútállomáshoz az alábbi állomások vannak a legközelebb:
- Einfeld station (Kiel Hauptbahnhof, Schleswig-Holstein-Express)
- Brokstedt station (Hamburg Hauptbahnhof, RE 70)
- Nortorf station (Flensburg station, Schleswig-Holstein-Express)
- Neumünster Süd station (Bad Oldesloe, Eidelstedt station, Hamburg-Altona–Neumünster railway, RB 82 (Schleswig-Holstein), A 1 (Schleswig-Holstein))
- Elmshorn station (Hamburg Hauptbahnhof, Schleswig-Holstein-Express)
- Bordesholm station (Kiel Hauptbahnhof, RE 70)
- Neumünster Stadtwald station (Büsum station, RB 63 (Schleswig-Holstein))